# Le Destin des Malou
Le Destin des Malou est un roman belge de Georges Simenon paru en 1947.
Simenon termine ce roman le 22 février 1947 à Coral Sands, Bradenton Beach (Floride).

## Résumé
Eugène Malou est un brasseur d'affaires dynamique et malchanceux. Son suicide d'une balle dans la tête, sur le seuil de la demeure du comte Adrien d'Estier qui lui a refusé une nouvelle avance de fonds, déclenche la crise familiale qui couvait chez les Malou. C'en est fini du train de vie qu'ils affichaient. Pour se faire payer avant de quitter la maison, le maître d'hôtel videra le portefeuille du mort...
Alain, le plus jeune fils, est le témoin des tiraillements entre sa mère, femme égoïste, indifférente, et sa sœur Corine, tout aussi insensible ; cette dernière est la maîtresse d'un important chirurgien de la ville, le docteur Fabien, qu'elle accompagne souvent à Paris. Quant à Edgar Malou, le fils aîné, marié et père de famille, il mène une vie honorable et sans problème. 
Le départ de la mère pour Paris, où elle est entraînée par sa sœur et son beau-frère, met Alain, jusqu'alors insouciant, devant ses responsabilités. Il fuit sa sœur, trouve un emploi à l'imprimerie Jaminet, loge dans une modeste pension de famille. 
L'homme qu'était son père et que l'existence familiale, ballottée entre des hauts et des bas, ne lui avait pas permis de connaître, il en aura la révélation en retrouvant certains de ses anciens compagnons. C'est le brave Foucret, qui habite Malouville, en bordure du lotissement conçu par Eugène Malou et qui lui doit sa maison. C'est Joseph Bourgues, un ami de jeunesse d'Eugène avec qui il partageait l'idéal des mouvements libertaires d'alors, Bourgues que le dépôt d'une bombe, à Paris, envoya au bagne et à qui Malou procura des papiers et de l'argent lorsqu'il revint en France. 
Alain apprend ainsi petit à petit que son père avait eu de grands projets de bâtisseur les chantiers abandonnés de Malouville en témoignent encore -, mais qu'il n'avait pas été suivi : d'où les difficultés d'une lutte incessante et l'échec final. Sur ce, autre révélation qui vient de Corine : Eugène Malou, lorsqu'il s'est suicidé, se savait, du jour même, atteint d'un cancer à la gorge. 
Ce n'est pas tout : Alain perd sa place à cause de la liaison de Corine avec le docteur Fabien dont l'épouse est une amie de Mme Jaminet. Se sentant lâchée par son amant, la jeune fille fait à son frère une scène odieuse où l'autre face des Malou apparaît dans une lumière sordide qui explique à Alain pourquoi on leur est hostile dans cette ville de province. 
Alain a compris qu'il lui faut la quitter. Il a décidé de tenter, seul, sa chance à Paris. Il sera un homme. Comme son père.

## Aspects particuliers du roman
Le roman de la paternité posthume. Un fils découvre, après la mort de son père, la vraie personnalité de celui-ci et cette découverte, traversée d’épreuves, l’aide à se découvrir lui-même.

## Fiche signalétique de l'ouvrage

### Cadre spatio-temporel

#### Espace
Une ville française de préfecture, non précisée.

#### Temps
Époque contemporaine.

### Les personnages

#### Personnage principal
Alain Malou, fils d’Eugène Malou, étudiant au lycée. 17 ans.

#### Autres personnages
- Eugène Malou, promoteur d’une société d’urbanisme, marié, environ 57 ans (meurt au début du roman)
- Corine Malou, fille d’Eugène et sœur d’Alain, célibataire, âge non précisé (dans les 20 ans)
- François Foucret, contremaître, retraité, marié, entre 55 et 60 ans
- Joseph Bourges, ami d’Eugène Malou et ancien bagnard, célibataire, 58 ans.

## Éditions
- Édition originale : Presses de la Cité, 1947
- Collection Trio, Presses de la Cité, 1955
- Tout Simenon, tome 1, Omnibus, 2002  (ISBN 978-2-258-06042-5)
- Livre de Poche n° 32255, 2011  (ISBN 978-2-253-16126-4)
- Romans durs, tome 6, Omnibus, 2012  (ISBN 978-2-258-09360-7)
- Romans durs, tome 6, Omnibus, 2023  (ISBN 978-2-258-20263-4)

## Adaptation
- Adapté pour la télévision anglaise en 1966, dans la série « Thirteen against Fate », sous le titre The Son, dans une réalisation de Waris Hussein, avec Beryl Baxter (Mme Fabian), Joan Miller (Mme Malou).

## Source
- Maurice Piron, Michel Lemoine, L'Univers de Simenon, guide des romans et nouvelles (1931-1972) de Georges Simenon, Presses de la Cité, 1983, p. 134-135  (ISBN 978-2-258-01152-6)